# Werner Krolikowski
Werner Krolikowski, né le 12 mars 1928 à Oels en Silésie et mort le 27 novembre 2016, est un homme politique est-allemand, membre du Politburo du Comité central du SED, du Conseil de défense nationale de la RDA et l'un des deux premiers adjoints du président du Conseil des ministres de la République démocratique allemande de 1976 à 1988.

## Biographie
Il est le fils d'un ouvrier et le frère cadet du diplomate Herbert Krolikowski. Il fait un apprentissage de commis administratif dans l'administration du district d'Oels après avoir fréquenté l'école primaire de 1942 à 1944. D'octobre 1944 à mai 1945, il sert dans l'armée de l'air de la Wehrmacht.
De mai à octobre 1945, il est ouvrier à Oels. En octobre 1945, à la suite des déplacements forcés de populations germanophones, il arrive à Dargun dans le Mecklembourg où il participe au comité de la jeunesse antifasciste. En 1946, il y est l'un des fondateurs de la FDJ. En octobre 1946, il rejoint le SED. Après avoir fréquenté l'école du Parti du Mecklembourg, il est employé politique de 1950 à décembre 1951 et parfois conseiller personnel du 1er Secrétaire de la direction du SED du Mecklembourg Kurt Bürger. De janvier à juin 1952, il est chef du département « Agitation et propagande » du ministère de la Sécurité d'État et de juillet à décembre 1952 premier secrétaire de la direction du district SED de Ribnitz-Damgarten. En décembre 1952, il est démis de ses fonctions « pour violation flagrante des statuts du parti » et fait l'objet d'un blâme. Il avait décidé des mesures disciplinaires de parti à l'encontre du chef de district de la Volkspolizei, sans l'entendre lui-même.
De janvier 1953, il est secrétaire à l' agitation et à la propagande, d'octobre à décembre 1953 deuxième secrétaire et de décembre 1953 à juin 1958 premier secrétaire de la direction du district de Greifswald. De juin 1958 à mars 1960, il est secrétaire pour l'agitation et la propagande et d'avril à mai 1960, deuxième secrétaire par intérim de la direction du district du SED à Rostock. En même temps, il est membre de l'assemblée du district de Rostock.
De mai 1960 à octobre 1973, il est premier secrétaire de la direction du district du SED à Dresde. À partir de janvier 1963 (VIe congrès du parti), il est membre du Comité central du SED, à partir de novembre 1963 membre de l'Assemblée du district de Dresde et député de la Chambre du peuple. De novembre 1971 à 1973, il est membre de la commission de défense nationale de la Chambre du peuple, de 1973 à 1976 président de la commission de l'industrie, de la construction et des transports. Au VIIIe congrès du parti en juin 1971, il est élu membre du Politburo du Comité central du SED. D'octobre 1973 à octobre 1976, il est secrétaire du Comité central du SED et de 1976 à 1989 membre de la Commission économique et du Groupe de travail sur la balance des paiements et la République fédérale d'Allemagne au Politburo. De novembre 1976 à novembre 1988, il est premier vice-président du Conseil des ministres de la RDA. En 1988, après la mort de Werner Felfe, il redevient secrétaire du Comité central à l'agriculture. De 1988 à novembre 1989, il est membre du Conseil d'État de la RDA.
En novembre 1989, à la suite de l'effondrement de la RDA, il démissionne de ses fonctions et le 3 décembre, il est exclu du SED. Du 7 décembre 1989 au 12 mars 1990, il est en détention provisoire : un procès pour « détournement de fonds publics » n'a pas eu lieu en raison de son état de santé.
Vyacheslav Kotschemassow, ambassadeur de l'Union soviétique en RDA de 1983 à 1990, a déclaré dans une interview en 1992, entre autres, que Krolikowski lui avait dit confidentiellement dès 1986 que la situation au Politburo du SED était devenue « insupportable » : qu'en politique régnait un dogmatisme total, qu'il n'y avait plus de discussion, qu'on avait une centralisation poussée à l'absurde, une politique d'information absolument invraisemblable et qu'il fallait faire quelque chose : changer les dirigeants.

## Distinctions
- 1964, 1970 et 1980 : Ordre du Mérite patriotique
- 1970 : Kampforden „Für Verdienste um Volk und Vaterland“
- 1978 : Ordre de Karl-Marx